# Tiempo para mí
Tiempo para mí (en inglés, Me Time) es una película de comedia y buddy film estadounidense de 2022 escrita y dirigida por John Hamburg. La película está protagonizada por Kevin Hart, Mark Wahlberg, Regina Hall, Luis Gerardo Méndez y Jimmy O. Yang.
Sonny, un padre que se queda en casa, se encuentra con algo de "tiempo para sí mismo" por primera vez en años mientras su esposa e hijos están fuera. Se reencuentra con su ex mejor amigo Huck para pasar un fin de semana salvaje que casi cambia su vida.
Tiempo para mí tuvo su estreno mundial el 26 de agosto de 2022 por Netflix, recibió críticas negativas en general.

## Argumento
Sonny y Huck, mejores amigos desde la escuela secundaria, dejaron de verse todos los años en el cumpleaños de Huck hace 15 años cuando Sonny tuvo una experiencia cercana a la muerte.
Ahora Sonny es un padre que se queda en casa y pone todo su enfoque en su familia. Huck lo contacta, como lo hace todos los años, para la celebración anual. Al no querer asistir, Sonny se encuentra con algo de "tiempo para sí mismo" por primera vez en años mientras su esposa e hijos están fuera.
Después de solo unos días, Sonny se aburre. Juega al golf todos los días pero es terrible, come grandes cantidades de comida en una gran parrillada varios días seguidos pero vomita proyectiles, ninguno de sus amigos puede participar con él, por lo que se siente solo y aburrido y sus hijos no parecen lo extraño.
Así que Sonny termina yendo a la fiesta de cumpleaños de Huck el fin de semana salvaje. Al llegar al punto de encuentro, todos se bañan desnudos. Luego suben al autobús alquilado por Huck y se ponen chándales a juego.
Mientras tanto, la esposa de Sonny, Maya, y los niños reciben una visita en el lugar al que sus padres los han llevado de parte de su rico cliente Armando, quien Sonny teme que esté interesado en ella.
El autobús deja al grupo de la fiesta en el desierto, donde se instalaron yurtas comunales, y el plan es buscar su comida. Se les da hardware para hacerlo, por lo que Sonny se dirige a hacer el número dos. Un león de montaña lo persigue, pero él lo esquiva apuñalándolo con un EpiPen, y lo apodan Big Dog.
Esa noche, cuando Sonny llama a su familia, descubre que Armando los visitó en hidroavión. A Maya le ofrecen un gran proyecto. Celoso, cuando grita le cuelgan.
Stan, el usurero de Huck, llega en busca de los $ 47,000 que se le deben. Su músculo Dorit rompe el dedo de Sonny y luego quema el sitio. Una vez que todos se van, Sonny se queda atrás para ayudar a Huck a salvar lo que puedan. Huck confiesa que ha atravesado tiempos difíciles y se siente solo.
En su camino de regreso a Los Ángeles en un Uber, Sonny ve a Armando's. Los tres entran y hacen algunas bromas asquerosas, pero sin darse cuenta golpean a una de sus tortugas. Todo está captado en cámara.
Sonny ofrece su casa para que Huck continúe con la celebración de su cumpleaños, ya que su familia aún no está. Alguien comparte una notificación de fiesta a través de las redes sociales y se convierte en un furor. Seal llega y Sonny toca con él. Justo cuando la fiesta está fuera de control, aparece la familia y Maya se va con los niños. Ella le pide que se vaya y se mantenga alejado por un tiempo.
Mientras están separados, Sonny intenta hacer las paces, se disculpa con Armando y trabaja duro en el concurso de talentos. Como acto de cierre, Dash, el hijo de Sonny, se derrumba y declara que odia el teclado. Al darse cuenta de que ha sido egoísta y controlador en exceso, se disculpa con todos y anima a todos los que quieren actuar.
Sonny persigue a Huck y lo convence de unirse a él en una empresa de organización de fiestas.

## Reparto
- Kevin Hart como Sonny Fisher
- Mark Wahlberg como Huck Dembo
- Regina Hall como Maya Fisher, la esposa de Sonny
- Luis Gerardo Méndez como Armando Zavala
- Jimmy O. Yang como Stan Berman
- John Amos como Gil
- Anna Maria Horsford como Connie
- Andrew Santino como Alan Geller
- Deborah S. Craig como Betania
- Naomi Ekperigin como Jill
- Drew Droege como estofado combover
- Ilia Isorelys Paulino como Thelma
- Tahj Mowry como Kabir
- Carlo Rota como Alberto
- Che Tafari como Dashiell Fisher, hijo de Sonny y Maya
- Amentii Sledge como Ava Fisher, la hija de Sonny y Maya
- Seal como Él mismo

## Producción
En febrero de 2021, Kevin Hart se unió al elenco. En agosto, se agregaron al elenco Mark Wahlberg y Regina Hall. En septiembre de 2021 se sumaron al elenco Jimmy O. Yang y Luis Gerardo Méndez. El rodaje tuvo lugar en los estudios Sunset Gower. El 14 de septiembre, un técnico de escena fue llevado a un centro de trauma regional local después de sufrir una caída de 30 pies en el set.

## Lanzamiento
La película fue estrenada el 26 de agosto de 2022 por Netflix.

## Recepción
En el sitio web del agregador de reseñas Rotten Tomatoes, el 8% de las reseñas de 64 críticos son positivas, con una calificación promedio de 3.5/10. El consenso del sitio web dice: "Para los espectadores inexplicablemente hambrientos de ver estrellas desperdiciadas en una comedia desesperadamente sin gracia, Tiempo para mí podría ser la película del año". Metacritic, que utiliza un promedio ponderado, asignó a la película una puntuación de 25 sobre 100, basada en 19 críticos, lo que indica "críticas generalmente desfavorables". Es la película con la calificación más baja en el sitio que presenta a Mark Wahlberg, y la segunda con la calificación más baja que presenta a Kevin Hart.
Tomris Laffly de RogerEbert.com le dio a Tiempo para mí una crítica moderadamente favorable, elogiando a los personajes pero criticando el guion y los efectos especiales. Peter Travers de ABC News fue más crítico con la película y la calificó de "tonta y desechable".